# جوناثان إلياس
جوناثان إلياس (بالإنجليزية: Jonathan Elias)‏ هو منتج أسطوانات وملحن أمريكي، ولد في 1956 في نيويورك في الولايات المتحدة.

## وصلات خارجية
- الموقع الرسمي
- جوناثان إلياس على موقع IMDb (الإنجليزية)
- جوناثان إلياس على موقع ألو سيني (الفرنسية)
- جوناثان إلياس على موقع ميوزك برينز (الإنجليزية)
- جوناثان إلياس على موقع ديسكوغز (الإنجليزية)
- جوناثان إلياس على موقع قاعدة بيانات الفيلم (الإنجليزية)